# Вулиця Ангарна (Львів)
Ву́лиця Анга́рна — вулиця у Залізничному районі міста Львова, в місцевості Левандівка. Сполучає вулиці Вигоди, Планерну та Орельську. Прилучається вулиця Доробок. Нумерація будинків починається від вулиці Широкої — будинки № 3 і № 4 та закінчується № 27 ближче до вулиці Планерної. Від будинків № 23 та № 28 й до будинку № 25 є непроїзною, бо переривається заднім подвір'ям ліцею «Гроно».
Вулиця асфальтована. Від Планерної до гімназії має хідники з обох боків, поблизу гімназії — лише з лівого боку. Хідники асфальтовані, однак частково зарослі травою.

## Історія
Близько 1914 року у східній частині Левандівки, на Янівських блонях (луках) австрійською владою було зведено військове летовище. Після передислокації летовища у 1930-х роках на новозбудоване поблизу села Скнилів, територію колишнього летовища розпланували під мережу майбутніх вулиць. Однак їх забудова одно-двоповерховими будинками почалася лише у 1950-х роках. Нині про колишній аеродром нагадують лише назви навколишніх вулиць: Повітряна (колишня Льотнича), Пілотів, Пропелерна, Моторна, Планерна, Ангарна.
Щодо нинішньої вулиці Ангарної, то від 1931 року мала назву Барська. Від 1936 року — вулиця Ґангарова (укр. Ангарна). Під час німецької окупації, у 1943—1944 роках — Хангарґассе, у липні 1944 року повернута передвоєнна назва — вулиця Ґангарова і вже від 1946 року вулиця має сучасну назву — Ангарна.

## Забудова
Забудова вулиці Ангарної одно- та двоповерхова садибна 1950-х—2000-х років.
№ 4 — одноповерховий житловий будинок з мезоніном. У червні 2018 року будинок згідно ухвали Львівської міської ради прийнятий від ПАТ «Львівський локомотиворемонтний завод» у власність територіальної громади міста Львова.
№ 18 — десятиповерховий житловий будинок збудований у 1987 році для працівників Львівської залізниці. Переданий у власність територіальної громади міста Львова 26 вересня 2002 року.

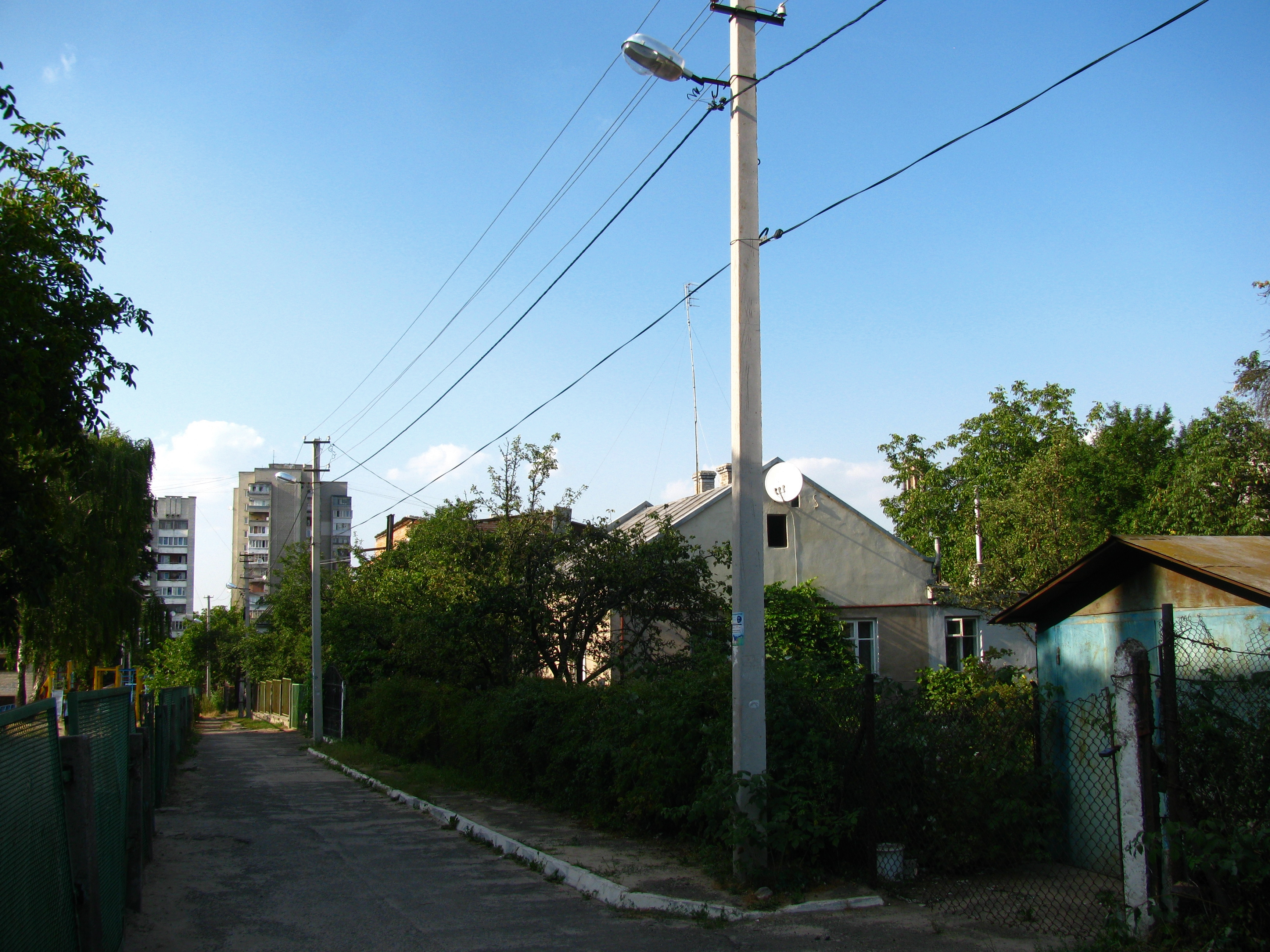
Кінцева ділянка вулиці Ангарної